# جامع أهر
مسجد جامع أهر هو أحد مساجد محافظة أرذبيجان الشرقية بإيران، ويعود إلى العصر السلجوقي والأتابكي.